# Eeva-Liisa Manner
Eeva-Liisa Manner (Helsinki, 5 dicembre 1921 – Tampere, 7 luglio 1995) è stata una poetessa, drammaturga e traduttrice finlandese.

## Biografia
Nata a Helsinki nel 1921, trascorse la sua giovinezza a Vyborg (Viipuri).

Riguardo alla sua giovinezza, ha detto:
La guerra ha segnato la mia giovinezza. Avevo diciassette anni quando il 30 novembre 1939 gli aerei russi iniziarono a bombardare la mia città, Vyborg, danneggiandola gravemente. Dopo l'armistizio, Vyborg fu ceduta e rimase dietro il confine: una fonte inesauribile di nostalgia per una che nutriva un amore felino e persistente per la vita di campagna. Già a dieci anni facevo sogni agghiaccianti sulla distruzione di Vyborg e da allora sono perseguitata da riflessioni sulla natura e sul mistero del tempo. Credo che abbiamo una concezione falsa del tempo; tutto è già accaduto da qualche parte in una dimensione sconosciuta.
Esordì nel 1944 con la silloge Mustaa ja punaista ("Nero e Rosso"). A partire dalla raccolta Tämä matka ("Questo viaggio", 1956), è stata considerata una delle più influenti moderniste della Finlandia del dopoguerra; la sua produzione include oltre quindici raccolte di poesie, opere teatrali e radiofoniche, romanzi e racconti. 
Tradusse in finlandese autori quali William Shakespeare, Lewis Carroll, Hermann Hesse e Franz Kafka.
Morì il 7 luglio 1995 a Tampere.

## Influenze
La figura di Manner ha ispirato il romanzo d'esordio della connazionale Helena Sinervo, Runoilijan talossa (Nella casa del poeta, 2004).

## Opere disponibili in traduzione italiana
- Sulla punta delle dita... Poesie 1956-1977, selezionate e tradotte da Maria Antonietta Iannella-Helenius, Filema, Napoli, 2001